# ریچی بارکر (بازیکن فوتبال، زاده ۱۹۷۵)
ریچی بارکر (انگلیسی: Richie Barker؛ زادهٔ ۳۰ مهٔ ۱۹۷۵) بازیکن فوتبال اهل بریتانیا است.
از باشگاه‌هایی که در آن بازی کرده‌است می‌توان به باشگاه فوتبال شفیلد ونزدی، باشگاه فوتبال منزفیلد تاون، باشگاه فوتبال دونکستر راورز، باشگاه فوتبال روترهام یونایتد، باشگاه فوتبال هارتل پول یونایتد، باشگاه فوتبال مکلسفیلد تاون، باشگاه فوتبال برایتون اند هوو آلبیون، و باشگاه فوتبال لینفیلد اشاره کرد.